# Le jardinier françois
Le jardinier françois ist ein Buch des königlichen Kammerdieners Nicolas de Bonnefons, das erstmals 1651 in Paris erschien.
Der vollständige Titel lautet „Le jardinier françois qui enseigne à cultiver les arbres et herbes potagères, par R. D. C. D. W. B. D. N.“. Der Autor lässt sich nur aus den rückwärts gelesenen Initialen erschließen: Nicolas de Bonnefons walet de chambre du roi. Das Buch beschäftigt sich in drei Kapiteln mit dem Obst- und Gemüseanbau, zuerst mit Bäumen, dann mit weiteren Obst- und Gemüsearten, und schließlich mit der Verwertung und Haltbarmachung der Früchte. Es erschien zu einer Zeit, als einerseits der Obst- und Gemüseanbau, zumindest im Nebenerwerb, für viele notwendig für die Ernährung war, andererseits wohlhabende Bürger und Adelige repräsentative Nutzgärten anlegen ließen. Vergleichbare Ratgeberliteratur zu diesem Thema war in Frankreich zu dieser Zeit selten, so dass Bonnefons’ Werk ein Erfolg wurde und zahlreiche Auflagen erlebte.
Erst mit Jean-Baptiste de La Quintinies Instruction pour les jardins fruitiers et potagers erschien ein Werk, das Bonnefons übertraf und für das er als Vorläufer bewertet wird.
Das Buch wurde 1658 durch unter dem Titel The French Gardiner von John Evelyn ins Englische übersetzt, auf Deutsch erschien es erstmals 1665 bei Georg Greflinger in Hamburg und 1677 bei Thomas Heinrich Hauenstein in Hannover. Greflinger gab die Kapitel einzeln heraus und übersetzte die Titel als Der Frantzösische Baum- und Stauden-Gärtner, Der Frantzösische Küchen-Gärtner und Der Frantzösische Confitirer.